# Тервел (община)
Тервел (болг. Община Тервел) — община в Болгарии. Входит в состав Добричской области. Население составляет 18 477 человек (на 16 июня 2008 года).
Кмет (мэр) общины — Живко Жеков Георгиев (Болгарская социалистическая партия(БСП)) по результатам выборов.

## Состав общины
В состав общины входят следующие населённые пункты:
1. Ангеларий
2. Балик
3. Безмер
4. Божан
5. Бонево
6. Брестница
7. Войниково
8. Главанци
9. Градница
10. Гуслар
11. Жегларци
12. Зырнево
13. Каблешково
14. Кладенци
15. Коларци
16. Кочмар
17. Мали-Извор
18. Оногур
19. Орляк
20. Полковник-Савово
21. Попгруево
22. Професор-Златарски
23. Сырнец
24. Тервел
25. Честименско